# Музей истории развития связи на Дону
Музей истории развития связи на Дону  — специализированный музей, посвящённый истории возникновения и развития связи в Ростовской области.

## История

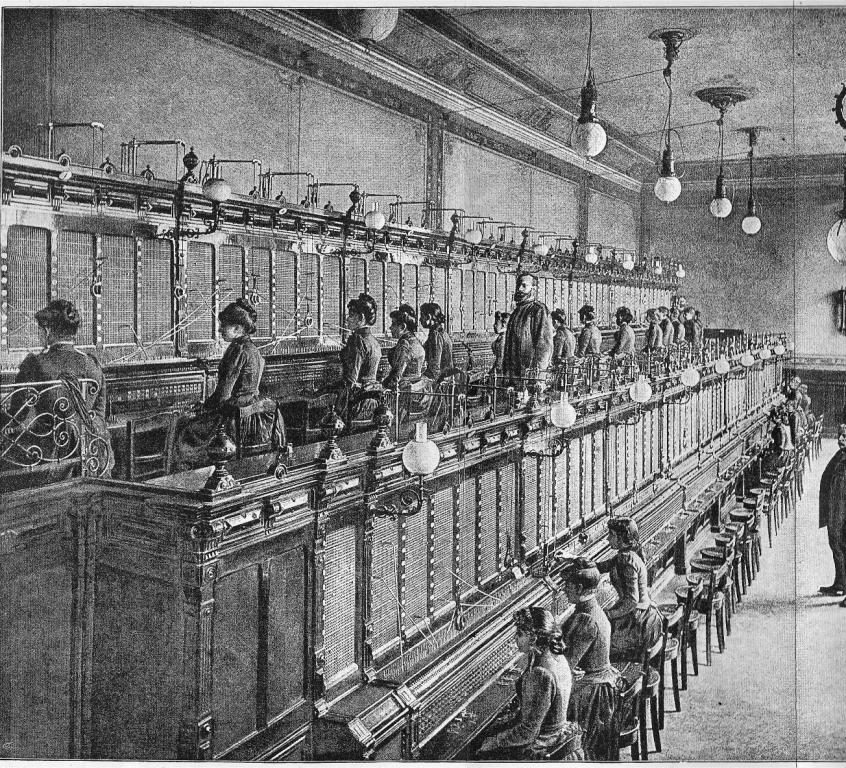
Соединение абонентов вручную на первых телефонных станциях.

Музей истории развития связи на Дону был открыт 6 мая 2009 года в Ростовском филиале ОАО «Южная телекоммуникационная компания» («ЮТК»). Открытие музея было приурочено к 150-летнему юбилею основателя современной телекоммуникационной отрасли Александра Степановича Попова. Музей был создан по инициативе руководителя Ростовского филиала ОАО «ЮТК» Юрия Метлы.
В музее представлена различная телефонная техника, которая применялась связистами на протяжении 120 лет. Представлены первые телефоны без набора номера, средства связи Первой и Второй мировой войны, радиостанции и др. Из экспонатов американский полевой телефон 1942 года, который был подарен музею к 60-летию Победы.
В музее можно ознакомиться с историей развития связи в Ростовской области, которая берёт начало с апреля 1885 года. В это время городская Дума решила обеспечить город телефонной связью. Запуск станции связи прошёл 20 августа 1886 года. Ёмкость первой станции составляла 60 номеров, к 1913 году число абонентов составляло 3304. Коммутацию абонентов проводили телефонистки. Эксплуатацией телефонной сети занималась фирма К. Зигель.
В честь открытия телефонной связи в городе в 2006 году на здании городской администрации была установлена бронзовая доска.
С течением времени связь в районе развивалась, увеличивалась её ёмкость, были созданные учебные заведения для подготовки специалистов. В годы Великой Отечественной войны на фронт ушло более 1 400 специалистов связистов. Сразу после освобождения Ростова-на-Дону в феврале 1943 года в городе заработала связь. Со временем в городе развивали все виды связи, включая телефонную, телеграфную, радиосвязь, космическую связь через искусственные спутники земли.
Всего в музее представлено около 500 экспонатов: от телефона Siemens 1905 года до современных телефонов сотовой связи. На стендовых фотографиях музея можно увидеть городских телефонисток. В первые годы развития связи в телефонистки брали только высоких девушек. Высокие девушки с длинными руками могли дотянуться до телефонных разъёмов вручную с помощью проводов.